# Arthur Russell (atleta)
Arthur Russell (Walsall, 13 de marzo de 1886 - Walsall, 23 de agosto de 1972) fue un atleta británico, medallista olímpico de oro de 3.200 m carrera con obstáculos en los Juegos Olímpicos de Londres 1908.
Oriundo de Staffordshire y trabajador de una fábrica de ladrillos en Walsall, Russell ganó el Campeonato Británico Amateur de Atletismo en carrera de obstáculos entre 1904 y 1906, logrando el primero de sus títulos a los 17 años.
En los Juegos Olímpicos de Londres 1908, compitió en la carrera de obstáculos de 3200 m. En la primera ronda fue uno de los dos únicos atletas en alcanzar la meta, derrotando con facilidad a su rival. En la final, Russell estableció el ritmo durante la primera milla, luego de lo cual luchó por el liderazgo de la carrera con el estadounidense John Eisele, hasta que el británico Archie Robertson superó a Eisele y fue derrotado por Russell apenas por dos yardas, con Eisele a 25 yardas (23 m) detrás.
Su medalla de oro es extremadamente rara ya que fue hecha de oro sólido y fue la única vez que a nivel olímpico se compitió en 3.200 m de carrera con obstáculos.